# Karl-Heinz Haag
Karl-Heinz Haag (* 20. Februar 1929 in Meerbeck bei Moers; † 28. August 1959) war ein deutscher Gewichtheber.

## Werdegang
Haag war bereits als Jugendlicher Turner und Leichtathlet. 1947 begann er mit dem Gewichtheben. Zunächst betrieb er daneben noch Ringen und Kunstkraftsport. Während er das Ringen bald aufgab, blieb er dem Kunstkraftsport neben dem Gewichtheben treu. Er war hierin auch sehr erfolgreich und gewann als Untermann mit verschiedenen Partnern mehrmals die deutsche Meisterschaft in der 2er-Perche-Gruppe.
Im Gewichtheben stellten sich bei Haag ab 1947 erste Erfolge auf regionaler und schon bald auch auf deutscher Ebene ein. Steil aufwärts ging es, als 1954 Otto Uhlenbruch sein Training übernahm. Seine erste von insgesamt drei deutschen Meisterschaften errang er 1955. Bei den Weltmeisterschaften, an denen er teilnahm, belegte er gute Mittelplätze. Karl-Heinz Haag war selbständiger Handwerksmeister und musste sein Training oftmals seinem Beruf opfern. Trotzdem erreichte er fast 400 kg im olympischen Dreikampf. 1958 erkrankte er schwer und starb 1959.

## Internationale Erfolge
(WM = Weltmeisterschaft, EM = Europameisterschaft, Ls = Leichtschwergewicht, Ms = Mittelschwergewicht)
- 1955, 10. Platz, WM + EM in München, Ls, mit 362,5 kg, EM-Wertung: 6. Platz, Sieger: Thomas Kono, USA, 435 (142.5, 127.5, 165.0) kg, vor Wassili Stepanow, UdSSR, 427,5 (135.0, 130.0, 160.0) Kg; und James George, USA, 402,5 (117.5, 120.0, 165.0)
- 1957, 8. Platz, WM in Teheran, Ls, mit 377,5 kg, Sieger: Trofim Lomakin, UdSSR, 450 (142.5, 132.5, 175.0) kg, vor James George, USA, 422,5 (130.0, 132.5, 160.0) kg;

## Länderkämpfe
- 1954 gegen Schweden, Mi, 330 kg – Ingemar Franzen, 355 kg;
- 1956 gegen Frankreich, Ls, 367,5 kg – Georges Marchal, 360 kg;
- 1956 gegen Finnland, Ls, 357,5 kg – Tounonen, 370 kg;
- 1957 gegen Frankreich, Ms, 390 kg – Jean Debuf, 400 kg

## Deutsche Meisterschaften
- 1949, 4. Platz, Mi, mit 312,5 kg, hinter Adolf Wagner (Gewichtheber), 335 kg, Hans Schiweck, Berlin, 320 kg und Erich Lemke, TSV 1860 München, 312,5 kg;
- 1950, 8. Platz, Mi (VK), mit 352,5 kg, Sieger: Schiweck, 395 kg, vor Rudolf Ismayr, Freising, 390 kg;
- 1951, 5. Platz, Mi, mit 310 kg, Sieger. Wagner, 332,5 kg vor Danowski, Westerholt, 317,5 kg;
- 1954, 2. Platz, Mi, mit 332,5 kg, hinter Anton Leuthe, Fellbach, 350 kg und vor Fritz Schwemmer, Sandow Nürnberg, 320 kg;
- 1955, 1. Platz, Ls, mit 362,5 kg, vor Heinz Kilian, Kassel, 355 kg und Alfred Hintz, Hannover, 355 kg;
- 1956, 1. Platz, Ls, mit 370 kg, vor Horst Wessel, Hamburg, 357,5 kg und Helmut Kienert, Berlin, 355 kg;
- 1957, 1. Platz, Ls, mit 387,5 kg, vor Kilian, 365 kg und Kienert, 365 kg

## Deutsche Rekorde
im beidarmigen Drücken:
- 118,25 kg, 1955, Ls,
- 120 kg, 1955, Ls,
- 123,5 kg, 1955, Ls,
- 130 kg, 1957, Ls,
- 138 kg, 1957, Ls,
- 132,5 kg, 1958, Ms

im olympischen Dreikampf:
- 390 kg, 1957, Ls,
- 392,5 kg, 1957, Ls,
- 395 kg, 1957, Ls